# جيري لاتيرزا
جيري لاتيرزا (بالإسبانية: Jerry Laterza)‏ هو لاعب كرة قدم باراغواياني في مركز الوسط، ولد في 1 يوليو 1974 في لوس أنجلوس في الولايات المتحدة. لعب مع تيبورونيس روخوس دي فيراكروز وسيرو بورتينيو ولوس أنجلوس غلاكسي ونادي تشونغتشينغ ليانغجيانغ ونادي جنوب الصين ونادي غوانزو ونادي غوانغجو آر أند إف ونادي كيتشي.

## وصلات خارجية
- جيري لاتيرزا على موقع الدوري الأمريكي (الإنجليزية)
- جيري لاتيرزا على موقع قاعدة بيانات كرة القدم.إي يو (الإنجليزية)